# US Tataouine
Union Sportive de Tataouine (arabisch الاتحاد الرياضي بتطاوين), auch bekannt als US Tataouine oder einfach nur UST, ist ein 1996 gegründeter tunesischer Fußballverein aus Tataouine. Der Verein spielt in der Saison 2025/26 in der zweiten Liga des Landes.

## Stadion
Der Verein trägt seine Heimspiele im Stade Nejib Khattab in Tataouine aus. Das Stadion hat ein Fassungsvermögen von 5000 Personen.

## Trainer
Stand: Juli 2024
| Trainer                  | Nation              | von               | bis                |
| ------------------------ | ------------------- | ----------------- | ------------------ |
| Ahmed Dridi              | Tunesien            | 1. Juli 2013      | 29. März 2017      |
| Hechmi Maatoug (Interim) | Tunesien            | 30. März 2017     | 1. April 2017      |
| Sofiène Hidoussi         | Tunesien            | 2. April 2017     | 30. Juni 2017      |
| Hassan Gabsi             | Tunesien            | 1. Juli 2017      | 30. Juni 2018      |
| Samir Jouili             | Tunesien            | 1. Juli 2017      | 6. November 2017   |
| Chokri Bejaoui           | Tunesien            | 6. November 2017  | 10. August 2018    |
| Skander Kasri            | Tunesien            | 11. August 2018   | 30. Juni 2019      |
| Walid Chettaoui          | Tunesien            | 1. Juli 2019      | 15. Oktober 2019   |
| Khaled Ben Yahia         | Tunesien            | 17. Oktober 2019  | 24. November 2019  |
| Hammadi Daou             | Tunesien            | 2. Dezember 2019  | 30. September 2020 |
| Skander Kasri            | Tunesien            | 1. Dezember 2020  | 31. Januar 2021    |
| Chokri Khatoui           | Tunesien            | 31. Januar 2021   | 30. Juni 2021      |
| Mohamed Ali Maalej       | Tunesien            | 1. Juli 2021      | 23. November 2021  |
| Saïd Saïbi               | Tunesien            | 23. November 2021 | 29. Januar 2022    |
| Chokri Khatoui           | Tunesien            | 30. Januar 2022   | 30. Juni 2022      |
| Mohamed Ali Maalej       | Tunesien            | 1. August 2022    | 5. April 2023      |
| Tarek Jani               | Tunesien Frankreich | 5. April 2023     | 14. Juni 2023      |
| Ahmed Dridi              | Tunesien            | 16. Juni 2023     | 30. Juni 2023      |
| Wajdi Bouazzi            | Tunesien            | 13. Juli 2023     | 7. Dezember 2023   |
| Mohamed Ali Maalej       | Tunesien            | 8. Dezember 2023  | 16. Januar 2024    |
| Sami Gafsi               | Tunesien            | 17. Januar 2024   | 8. Mai 2024        |
| Firas Ounissi            | Tunesien            | 9. Mai 2024       | 12. Mai 2024       |
| Saïf Ghezal              | Tunesien            | 13. Mai 2024      |                    |